# Jamides rothschildi
Jamides rothschildi är en fjärilsart som beskrevs av Lambertus Johannes Toxopeus. Jamides rothschildi ingår i släktet Jamides och familjen juvelvingar. Inga underarter finns listade i Catalogue of Life.

## Bildgalleri

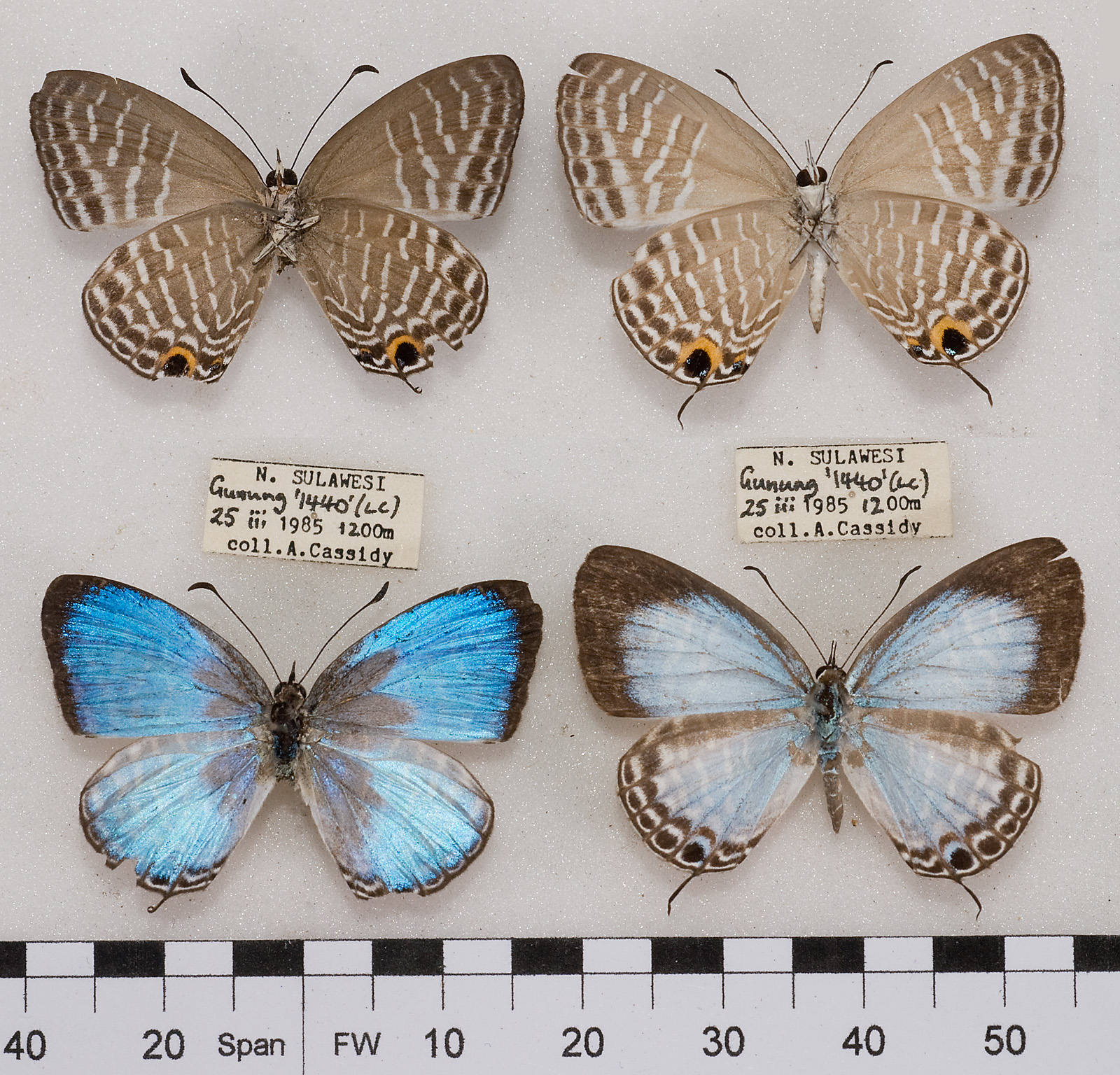